# Banco Absa de Moçambique
Banco Absa de Moçambique, anteriormente conhecido como Barclays Bank Moçambique, é um banco comercial em Moçambique. É licenciado pelo Banco de Moçambique, o banco central e regulador bancário nacional. 

## Características
O banco é um grande banco de varejo que atende às necessidades bancárias de pessoas físicas, pequenas e médias empresas e grandes corporações. É membro do conglomerado bancário sul-africano, Absa Group Limited, cujas os estoques são negociadas na Bolsa de Valores de Joanesburgo e cujos ativos totais ultrapassaram US$ 91 bilhões, em outubro de 2019. 

## Rede de agências
A sede do banco fica nas Torres Rani, no distrito financeiro de Maputo, a capital e maior cidade de Moçambique.  Desde fevereiro de 2020, o banco mantenha agências em vários locais do país. 

## Governança
O banco é governado por um conselho de administração. O presidente do conselho é um dos diretores não executivos. O atual presidente é Victor Gomes. O diretor-geral do banco é Pedro Carvalho.